# Warlow
Warlow là một đô thị ở huyện Ludwigslust, bang Mecklenburg-Vorpommern, Đức. Đô thị này có diện tích 13,85 km², dân số thời điểm 31 tháng 12 là 546 người.